# Het leven van een loser: vette pech!
Het leven van een loser: vette pech! is een Amerikaanse roman uit 2008 van Jeff Kinney. Het boek is het tweede deel uit de boekenreeks Het leven van een loser. Het boek valt in het genre realistische fictie.
Het boek verscheen in de Verenigde Staten in februari 2006 en werd gevolgd door Het leven van een loser: bekijk het maar!
In 2011 verscheen Diary of a Wimpy Kid: Rodrick Rules, een film gebaseerd op het boek.

## Inhoud
Het boek verhaalt de moeilijkheden die hoofdpersoon Bram heeft in de omgang met zijn gezin en op school. Het boek verscheen bij uitgeverij De Fontein. Kinney illustreerde het boek ook.
| Boeken met noteringen in de Nederlandse Bestseller 60 | Jaar van verschijnen | Datum van binnenkomst | Hoogste positie | Aantal weken | Opmerkingen |
| ----------------------------------------------------- | -------------------- | --------------------- | --------------- | ------------ | ----------- |
| Het leven van een loser 2: vette pech!                | 2010                 | 20-10-2010            | 28              | 18           |             |